# Pont des chutes Victoria
Le pont des chutes Victoria est un pont en arc inauguré en 1905 qui traverse le fleuve Zambèze entre la Zambie et le Zimbabwe.

## Description
L'ouvrage traverse le fleuve Zambèze légèrement en aval des chutes, au droit de la deuxième gorge. Le fleuve formant la frontière entre la Zambie et le Zimbabwe, le pont ferroviaire et routier constitue un point de passage entre les deux pays.
Le pont est situé sur la ligne de chemin de fer qui relie Gaborone, au Botswana, à Dar-es-Salam, en Tanzanie. Les extrémités du pont accueillent à ce titre les postes douaniers. L'ouvrage relie, par ailleurs, les villes de Livingstone en Zambie et de Victoria Falls au Zimbabwe.
L'idée d'un pont à cet endroit revient à Cecil Rhodes. L'ouvrage a été conçu par George Anthony Hobson et Sir Ralph Freeman du cabinet Douglas Fox and Partners.

## Galerie

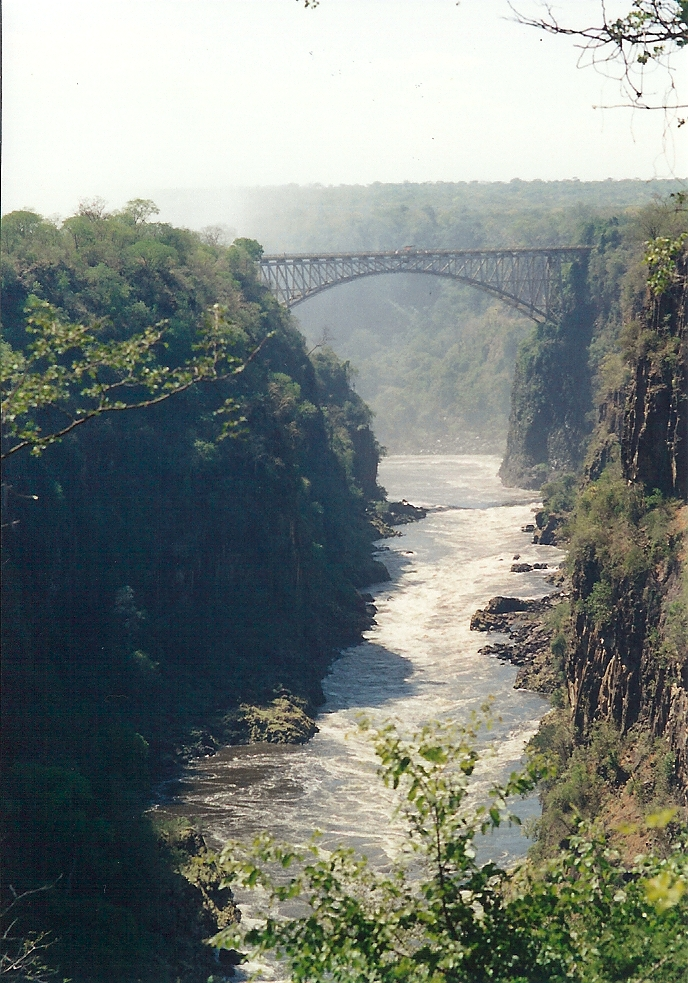
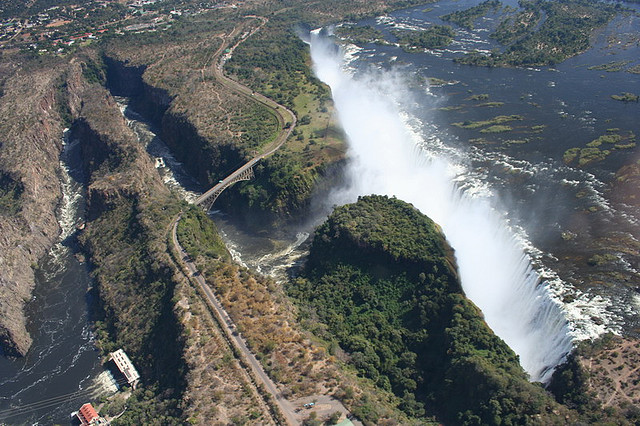
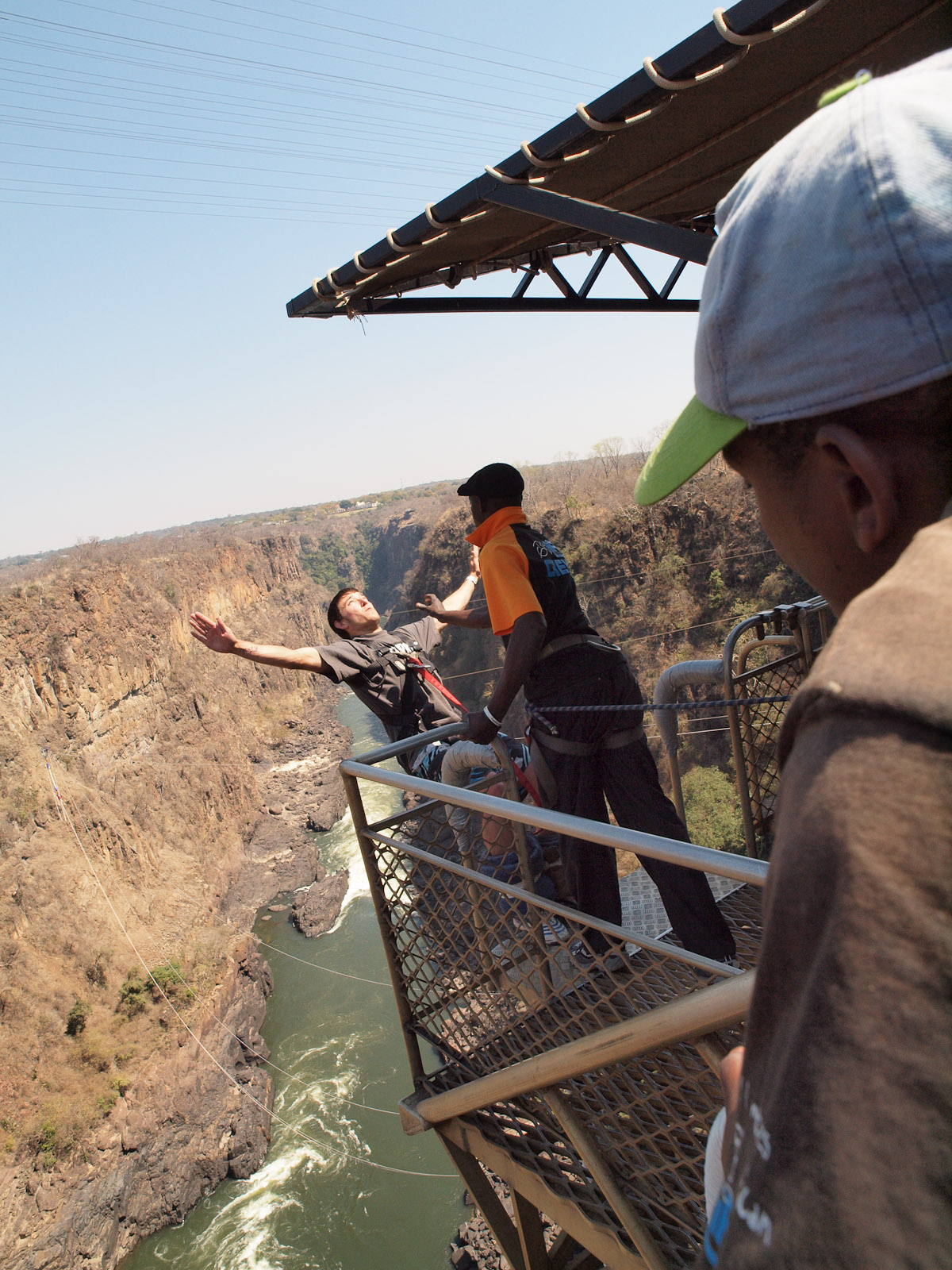
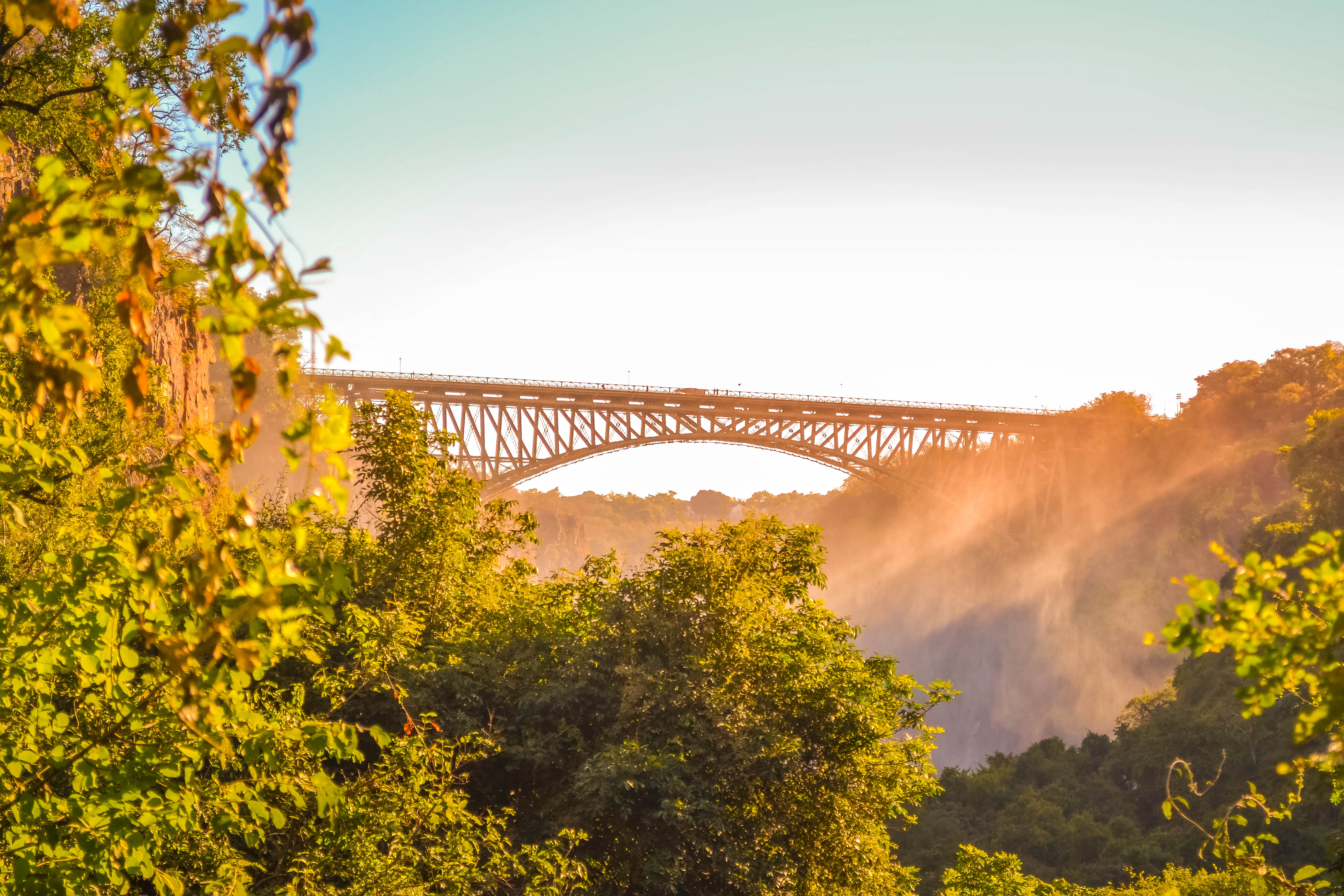